# Нацистские бунтари
Нацистские бунтари или НБ (the Nazi Lowriders) — тюремная банда белых расистов, действующая в Южной Калифорнии. Они тесно связаны с более крупными и известными бандами, такими как Арийское братство и ку-клукс-клан. Их основными врагами являются «Нуэстра Фамилия», Bloods, Crips, Norteños, Mara Salvatrucha и Преступная семья Лос-Анджелеса.

## История
Историю банды можно проследить с конца 1970-х годов как поставщика рядовых для Арийского братства, но правоохранительные органы всерьез заинтересовались ею лишь в начале 1990-х, когда Арийское братство, потерпев поражение от калифорнийских властей, ушло в тень, дав место для деятельности своего «дочернего предприятия». Отличие НБ от других белых банд выразилось прежде всего скорее в жестокости, чем в реакционности.
Они многочисленны и жестоки, основными районами влияния являются: Ойлдейл, Бейкерсфилд, Инланд-Эмпайр, Северный Лонг-Бич, Парамаунт, Коста-Меса, Ланкастер, Норуолк, Пасадена, Бербанк и Глендейл, штат Калифорния. Нацистское наименование не относится к антисемитским убеждениям, а скорее к расистской сущности банды, в то время как термин «бунтари» позаимствован у латиноамериканских банд.
Банда быстро перестала быть лишь «мясом» для Братства и стала быстро расти как самостоятельная единица. В отличие от других белых расистских банд, она сильно организована и развивает связи с другими белыми бандами Западного побережья, включая ку-клукс-клан. Многие условно освобождённые члены банды переезжают на восток, распространяя влияние организации.

## Организация и члены
В тюрьмах Бунтари имеют трехступенчатую иерархию, состоящую из старших и младших членов, а также «малышей». Старшие обычно управляют бандой. Для получения данного статуса они должны быть активными членами банды не менее 5 лет и быть избранными тремя другими старшими членами. Под ними ходят младшие члены, которые сами не могут назначать новых членов, но могут рекрутировать их. «Малыши» обычно происходят из более мелких банд, таких как Враг общества номер один, и старшие члены, принимающие их сами становятся их наставниками. На улицах организационная структура не так очевидна и весьма расплывчата.
Члены банды могут носить татуировки, изображающие свастику и знаки СС, однако они не обязаны накалывать их себе в обязательном порядке. Татуировка с буквами NLR чаще всего наносится на живот, спину или шею, и хотя она означает Nazi Lowriders (Нацистские Бунтари), её носитель может легко скрыть своё вовлечение в банду, расшифровав тату как No Longer Racist (Больше Не Расист) или другими вариантами аббревиатуры. Другие популярные татуировки изображают термин Nazi Low Riders, написанный старым английским шрифтом либо рунами.
Кроме того, группа активно действует против черных, латиноамериканцев, других меньшинств и «предателей расы» (вступающих в межрасовые взаимоотношения). Члены банды должны быть белыми, по крайней мере, наполовину и не иметь черных предков.

## Преступная деятельность
Организация вовлечена в преступную деятельность как в тюрьме, так и на воле, особенно в производство и распространение метамфетамина, чьим поставщиком номер один в Южной Калифорнии она и стала. Считается, что в продаже наркотиков банда активно сотрудничает с байкерскими бандами.
Хотя основной целью организации является получение прибыли, она была замечена в ряде расистских нападений, включая и за пределами тюрем. Самый известный случай произошел в апреле 1996 года, когда двое членов банды — Дэнни Вильямс и Эрик Дилард, забили чёрного тинейджера битой насмерть. В июле того же года они напали на двоих чёрных мужчин, пырнув одного из них в спину несколько раз. По сообщениям «Лос-Анджелес Таймс», они пытались «очистить улицы Ланкастера от негров».